# Cassida pfefferi
Cassida pfefferi es un coleóptero de la familia Chrysomelidae.
Fue descrita científicamente en 2006 por Sekerka.